# Edno Cunha
Edno Roberto Cunha o Edno (Lages, Brasil, 31 de mayo de 1983) es un futbolista brasileño, que juega como volante, mediapunta o centro delantero y actualmente milita en el equipo de Cerezo Osaka de la J. League Division 1.

## Clubes
| Club                 | País            | Año       |
| -------------------- | --------------- | --------- |
| Avaí                 | Brasil          | 2002      |
| PSV Eindhoven        | Países Bajos    | 2002-2003 |
| Viktoria Plzeň       | República Checa | 2003      |
| Wisła Kraków         | Polonia         | 2004      |
| Cruzeiro             | Brasil          | 2004      |
| Figueirense          | Brasil          | 2005      |
| Novo Hamburgo        | Brasil          | 2006      |
| Noroeste             | Brasil          | 2006-2007 |
| Atlético Parananense | Brasil          | 2007      |
| Noroeste *           | Brasil          | 2008      |
| Portuguesa           | Brasil          | 2008-2009 |
| Corinthians          | Brasil          | 2009-2010 |
| Botafogo *           | Brasil          | 2010      |
| Portuguesa *         | Brasil          | 2011-2012 |
| Tigres UANL          | México          | 2012      |
| Cerezo Osaka *       | Japón           | 2013      |

* Cedido

## Palmarés

### Copas nacionales
| Título             | Equipo        | Sede         | Año  |
| ------------------ | ------------- | ------------ | ---- |
| Eredivisie         | PSV Eindhoven | Países Bajos | 2003 |
| Ekstraklasa        | Wisła Kraków  | Polonia      | 2003 |
| Campeonato Carioca | Botafogo      | Brasil       | 2010 |
| Taça Guanabara     | Botafogo      | Brasil       | 2010 |
| Serie B            | Portuguesa    | Brasil       | 2011 |